# Saga Brjáns
La Saga Brjáns (también conocida como Brjánssaga) es un hipotético espécimen literario temprano en nórdico antiguo; según esa hipótesis ciertos episodios de la saga de Njál y Þorsteins saga Síðu-Hallssonar usaron como fuente esta saga perdida.
No existe una evidencia de la existencia de la saga, aunque el investigador islandés Einar Olafur Sveinsson postuló sobre ella cuando editaba la saga de Njál en 1954. Einar estaba convencido de que la obra fue escrita hacia 1190 y usada por el autor de la saga Orkneyinga, escrita hacia 1200.
Un acercamiento polémico del académico irlandés, Donnchadh Ó Corráin tuvo cierta resonancia popular por su afirmación sobre la composición de la obra hacia el año 1100 cuando Magnus III de Noruega amenazó los intereses irlandeses. Él creía que la saga fue escrita en Dublín como respuesta a Cogad Gáedel re Gallaib como una vía de los dublinenes hiberno-nórdicos reivindicando su lealtad como descendientes de Brian Ború. Usó una referencia en la "Þorsteins saga Síðu-Hallssonar" como evidencia de su existencia:
El jarl le agradeció sus palabras. Después viajó a Irlanda y luchó contra el rey Brian, y sucedieron muchos hechos remarcables que pasaron en aquel tiempo como se menciona en su saga.